# Kleine Lüge für die Liebe
Kleine Lüge für die Liebe is een Duitse televisiefilm uit 2008 van Dennis Satin naar een script van Caroline Hecht met Linda de Mol.
De komedie van Endemol Duitsland werd op 28 september 2008 uitgezonden op de Duitse televisie en werd door een Nederlandse zender op 22 maart 2009 uitgezonden. Opnames vonden plaats in Keulen en Düsseldorf.

## Plot
De bijna veertigjarige Anne Kampmann werkt lange dagen en besteedt al haar tijd aan het werk. Ze maakt evenwel plannen haar leven drastisch om te gooien. In die periode wordt ze door haar beste vriend Ben Sattler gevraagd hem te vergezellen op een familietrip en zich daar als zijn vriendin voor te doen. Op het weekend ontmoet Anne evenwel Max Brenner voor wie ze echt gevoelens koestert. De relatie wordt gecompliceerder als ook Ben zich tot Anne aangetrokken voelt.

## Rolverdeling
- Linda de Mol als Anne Kampmann
- Robert Lohr als Max Brenner
- Simon Verhoeven als Ben Sattler
- Carola Regnier als Regina Sattler
- Grit Boettcher als Emmy
- Paula Philippi als Sophie